# Manuwat
Manuwat war eine antike Stadt und ein antiker Staat, der vor allem aus Texten aus Ebla bekannt ist, die in die Mitte bis in die zweite Hälfte des dritten Jahrtausends v. Chr. datieren. Die genaue Lokalisierung von Manuwat ist unsicher, doch wird die Stadt im palästinischen Raum vermutet. Aus den Ebla-Texten geht hervor, dass die Stadt einen, aber auch manchmal zwei gleichzeitig regierende Könige hatte. Nur König Enna-Bamu ist auch namentlich bekannt. Daneben sind die Namen verschiedener königlicher Söhne überliefert. Manuwat erscheint in den Texten von Ebla auch als wichtiger Handelspartner.